# Casa del Guarda (Castellcir)

La Casa del Guarda, respecte del terme de Castellcir

La Casa del Guarda és una masia del terme municipal de Castellcir, a la comarca catalana del Moianès.
És al sector occidental del terme, al sud-oest de la Casa Nova del Verdeguer i al nord-est del Verdeguer, a la mateixa carena on es troben aquestes dues altres masies, a l'esquerra del Torrent Mal i a la dreta del torrent de la Mare de Déu. Es troba a prop i a ponent del Dolmen de la Casa Nova, al nord i damunt del Sot Cirer i al nord-est del Sot del Cau de les Lloses. Està situat a l'extrem nord del Serrat de la Casa del Guarda.
S'hi accedeix per un camí de 100 metres de llargària que arrenca de la pista rural que uneix el Verdeguer i la Casa Nova del Verdeguer.
Aquesta masia, en altres temps masoveria del Verdeguer, ha donat nom al Serrat de la Casa del Guarda per la seva rellevància en els entorns d'on es troba. La Casa del Guarda fou construïda per a ús del guardià de la propietat; en caure aquest ús, ha estat aprofitada per a residència de l'amo mateix, quan ve a aquestes terres mentre que la casa principal, la del Verdaguer, funciona com a masoveria.